# Mustafa Abdülhalik Renda

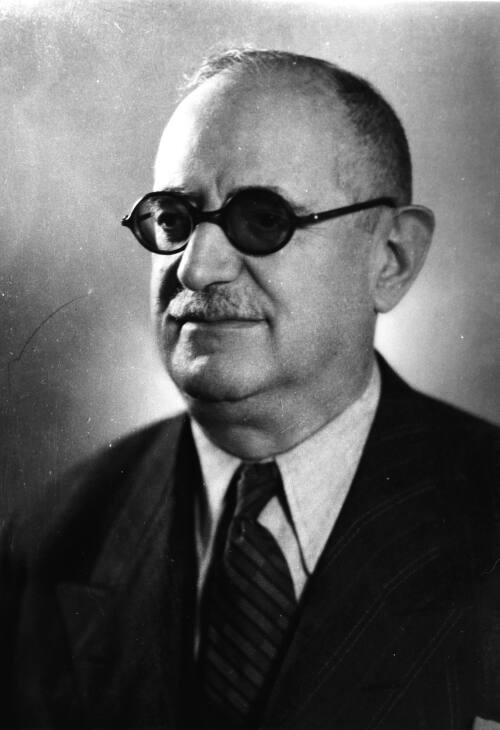
Mustafa Abdülhalik Renda (1925)

Mustafa Abdülhalik Renda (* 29. November 1881 in Yanya (Osmanisches Reich heute Griechenland); † 1. November 1957 in Erenköy, Landkreis Kadıköy, Istanbul) war Politiker und Beamter im Osmanischen Reich sowie in der Republik Türkei. Er war albanischer Herkunft und gehörte zu den Verantwortlichen des Völkermords an den Armeniern.

## Leben
Er wurde als Sohn des lokalen Notabeln Rendazâde Aslan Efendi geboren und absolvierte das Gymnasium in Yanya und Istanbul. Am 25. Juli 1903 absolvierte er die Verwaltungshochschule in Istanbul. Sein beruflicher Werdegang begann mit dem Eintritt als Muhasebe Kalemi Mukayyit Refiki in die Landwirtschaftsbank. Am 27. Oktober 1903 wurde er zum Gymnasiallehrer für Mathematik, Geometrie, Landwirtschaft, Gesundheit und Französisch an das Gymnasium von Rhodos berufen. Am 11. August 1904 wurde Abdülhalik als Beamter (Maiyet Memurluğu) in das Vilâyet Dschesair berufen. Am 11. März 1906 wurde er zum Landrat von Tepelena, am 14. November 1908 von Pogon und am 18. Januar 1909 von Delvina berufen. Er wurde zweimal Mutasarrıf von Berat. Nachdem er Landrat von Kavala war, wurde er am 4. Februar 1911 zum Mutasarrıf von Çamlık berufen.
Am 8. Mai 1913 wurde er Mutasarrıf von Siirt, am 20. Dezember 1914 Gouverneur von Bitlis; in seiner Funktion als Gouverneur führte er die Massakrierung und Deportation der Armenier von Bitlis im Zuge des Völkermords an den Armeniern durch. Am 14. Oktober 1915 wurde er Gouverneur von Aleppo, wo er zu den Todesmärschen der armenischen Zivilisten in Der Zor beitrug. Der deutsche Konsul in Aleppo, Walter Rößler, sagte, dass Abdülhalik „mit großer Energie an der Vernichtung der Armenier arbeitete.“ In seiner Aussage gegenüber der Mazhar-Kommission rühmte sich Abdülhalik, dass er Tausende Menschen in Muş bei lebendigem Leib verbrannt hatte. Auch der General und Kommandant der Dritten Armee, Vehip Pascha, berichtet dies.
Ab 29. April 1917 war er Staatssekretär im Innenministerium. Nach der Besetzung Aleppos wurde er am 18. November 1918 zum Gouverneur von Bursa befördert. Bevor er dieses Amt antreten konnte, wurde er durch die Regierung von Damat Ferid Pascha seines Amtes enthoben und festgenommen. Sechs Monate später, nach der Besatzung Istanbuls durch die Briten wurde er nach Malta verschickt. Nach seiner Rückkehr wurde er am 4. Januar 1922 zum Staatssekretär für Wirtschaft, am 20. Januar 1922 zum Staatssekretär des Innenministeriums, am 29. April 1922 zum Gouverneur von Konya ernannt.
Nach der Befreiung Izmirs wurde Abdülhalik am 19. September 1922 zum Gouverneur Izmirs ernannt. Am 30. Juli wurde er in das Parlament als Abgeordneter für die Provinz Çankırı gewählt. Am 2. Januar 1924 wurde er Finanzminister in der I. İnönü-Regierung. Er behielt den Posten auch in der II. İnönü-Regierung bis zum 21. Mai 1924. In der III. İnönü-Regierung wurde er erneut Finanzminister. In der IV. und der V. İnönü-Regierung war er Verteidigungsminister.
Mustafa Abdülhalik Renda war von der 2. bis zur 8. Legislaturperiode der Großen Nationalversammlung der Türkei Abgeordneter der Provinz Çankırı. Vom 1. März 1935 bis zum 5. August 1946 war er Präsident der Großen Nationalversammlung der Türkei.
Nach seinem Tode 1957 wurde er auf dem Städtischen Friedhof Cebeci begraben.